# علم التدريس والتعلم
غالبًا ما يعرف علم التدريس والتعلم (SOTL أو SoTL) على أنه تحقيق منهجي في تعلم الطلاب مما يؤدي إلى تطوير ممارسة التدريس في التعليم العالي من خلال نشر نتائج الاستقصاء للعامة. بناءً على هذا التعريف، حدد بيتر فيلتن 5 مبادئ للممارسة الجيدة في المنحة: (1) الاستقصاء الذي يركز على تعلم الطلاب، (2) المرتكز على السياق، (3) السليم منهجيًا، (4) الذي يتم إجراؤه بالشراكة مع الطلاب، (5) المتاحة للعامة بشكل مناسب.